# Eugen Schiffer
Eugen Schiffer (14 de febrero de 1860- 5 de septiembre de 1954) fue un abogado y político liberal alemán. De febrero a abril de 1919 fue ministro de Finanzas y vicejefe de Gobierno en la República de Weimar. De octubre de 1919 a marzo de 1920 fue nuevamente vicejefe de Gobierno y ministro de Justicia. En 1921 volvió a ser ministro de Justicia. Schiffer fue miembro fundador del liberal Partido Democrático Alemán (DDP) en 1918 y 1919 y cofundador en 1946 de su partido sucesor en Alemania Oriental, el Partido Liberal-Demócrata de Alemania (LDPD).

## Biografía

### Primeros años
Eugen Schiffer nació en Breslavia, en la provincia prusiana de Silesia, el 14 de febrero de 1860, hijo de Bernhard Schiffer (1830-1900, comerciante) y su esposa Mathilde (1832-1888, de soltera Kassel). Schiffer se graduó en el Elisabeth-Gymnasium de Breslavia con el título de Abitur y continuó estudiando Derecho en Breslavia, Leipzig y Tubinga. Ingresó en el servicio judicial prusiano en 1880 y, tras ocupar puestos en Zabrze (Alta Silesia) y Magdeburgo, en 1906 fue nombrado Kammergerichtsrat en Berlín. En 1910, Schiffer fue ascendido a Oberverwaltungsgerichtsrat.
En 1888, Schiffer se casó con Bertha (1858-1919, de soltera Buttermilch). Tuvieron dos hijas (Mathilde, nacida en 1889, se casó con Waldemar Koch en 1933) y un hijo. En 1896, el judío Schiffer se convirtió al protestantismo.

### Imperio alemán
Durante la Primera Guerra Mundial, Schiffer fue asesor del general Wilhelm Groener y estuvo a cargo del departamento jurídico del Ministerio de Guerra. En octubre de 1917 fue nombrado Unterstaatssekretär (subsecretario) del Reichsschatzamt (Tesoro). Al mismo tiempo, Schiffer fue delegado en la cámara baja de la dieta prusiana por el Partido Nacional Liberal (1903-1918) y miembro del Reichstag entre 1912 y 1917. Sus habilidades oratorias, el apoyo de la gran industria y su naturaleza ambiciosa lo convirtieron en un diputado muy conocido. Estaba a favor de fortalecer el poder del parlamento, pero como monárquico se opuso a la revolución.

### República de Weimar
Sin embargo, después de la Revolución de Noviembre se convirtió en Staatssekretär del Tesoro en noviembre de 1918. De 1918 a 1919, Schiffer fue miembro fundador del Partido Democrático Alemán (DDP) y fue miembro y líder del grupo parlamentario del DDP tanto en la Asamblea Nacional de Weimar (1919-20) como en el Reichstag (1920-1924). También permaneció como delegado en el Landtag de Prusia hasta 1924.
Desde febrero de 1919 hasta su dimisión en abril de 1919, Schiffer fue adjunto del Ministerpräsident Philipp Scheidemann y ministro de Finanzas en el primer gobierno alemán elegido democráticamente. Durante su mandato, Schiffer desarrolló un régimen fiscal temporal que sentó las bases para lo que posteriormente se conocería como Erzbergersche Finanzreformen (en honor a Matthias Erzberger).  El 28 de marzo de 1919, Schiffer solicitó a Scheidemann su destitución del gabinete alegando "razones personales". También mencionó como problema un desacuerdo sobre la creación y dotación de varios puestos en el sector público.
Después de que el gabinete de Scheidemann dimitiera en junio de 1919 a causa del Tratado de Versalles, el DDP inicialmente se negó a formar parte del gabinete de Bauer, pero a principios de octubre los demócratas se reincorporaron al SPD y a Zentrum en el gobierno. Como resultado, Schiffer fue nombrado ministro de Justicia y, una vez más, adjunto del jefe de Gobierno, ahora con el título de vicecanciller. Se opuso a los planes de socializar las industrias y trabajó por una reforma fundamental del servicio civil.
Sin embargo, en marzo de 1920, durante el Putsch de Kapp-Lüttwitz, Schiffer no huyó de la capital con la mayoría del gabinete. Su papel durante los días del golpe fue controvertido. Dado que negoció con los golpistas sin un mandato formal del gobierno, hizo promesas en nombre del presidente Friedrich Ebert y ofreció amnistía a los responsables del golpe, Schiffer se vio obligado a dimitir por el SPD tras el final del golpe.
De mayo a octubre de 1921, Schiffer fue nuevamente ministro de Justicia en el primer gabinete de Joseph Wirth. En 1921-22, Schiffer encabezó la delegación alemana en las negociaciones con los Aliados sobre la Alta Silesia en Ginebra que condujeron al tratado del 15 de mayo de 1922, que garantizaba los derechos comerciales y los derechos de las minorías en la región. En 1922-23 fue representante alemán en la Corte Internacional de Justicia de La Haya. En 1924, Schiffer apoyó la aceptación del Plan Dawes.
En 1925, renunció al DDP y se retiró de la política activa después de un intento de fusionar los partidos del centro político en un solo Liberale Vereinigung.